# Полянська сільська рада (Березнівський район)
Поля́нська сільська́ ра́да — колишній орган місцевого самоврядування в Березнівському районі Рівненської області. Адміністративний центр — село Поляни.

## Загальні відомості
Храм Архистратига Божого Михаила — священнослужитель і настоятель церкви : Протоієрей Володимир (Зеленюк) за свій час служіння  збагатив і відновив церкву різними новими іконами, квотами та різними атрибутами до служби.Сам отець Володимир дуже добра і співчутлива людина.

## Населені пункти
Сільській раді підпорядковані населені пункти:
- с. Поляни

## Склад ради
Рада складається з 16 депутатів та голови.
- Голова ради: Ковальчук Раїса Миколаївна
- Секретар ради: Старовой Раїса Іванівна

### Керівний склад попередніх скликань
| ПІБ                        | Основні відомості                                                                                         | Дата обрання | Дата звільнення |
| -------------------------- | --- | ------------ | --------------- |
| Ковальчук Раїса Миколаївна | Сільський голова, 1960 року народження, освіта середня спеціальна, Всеукраїнське об'єднання «Батьківщина» | 26.03.2006   | 31.10.2010      |
| Ковальчук Раїса Миколаївна | Сільський голова, 1960 року народження, освіта середня спеціальна, позапартійна                           | 31.10.2010   |                 |

Примітка: таблиця складена за даними сайту Верховної Ради України